# De Borée
De Borée est une maison d'édition française fondée en 1989 et sise à Clermont-Ferrand depuis 2015.

## Catalogue et collections
Les collections principales sont :
- Romans de terroir (Terres d'Ecriture)
- Littérature générale
- Romans historiques (Vents d'histoire)
- Romans policiers (Marge noire)
- Poche (Terre de poche)
- Histoires et documents
- Pratique
- Beaux livres
- Pratiques

### Histoire des collections
À leur création, les deux sous-collections au sein de la collection « Histoires et documents », « Mystères » et « Grandes affaires criminelles » sont devenues en 2008 des collections à part entière.
Déclinée par département français, par région ou par thème, la collection des « Grandes affaires criminelles » est la principale collection de l'éditeur avec près de 250 titres. Au terme d'une décennie d'exploitation, la collection "Grandes affaires criminelles", est abandonnée en 2018.
La collection « Mystères » a par exemple pour auteurs Jean-Michel Cosson et Daniel Brugès.
En 2016, le repreneur Centre France Livres, société nouvellement propriétaire des Éditions de Borée, crée deux collections : "Marge noire", spécialisée dans le roman policier, et "Vents d'histoire", consacrée au roman historique.
En 2018, Centre France Livre crée une nouvelle marque de livres au format poche qui se distingue de celle qui l'avait précédée : la marque Mon Poche. (il s'agit d'une filiale du Groupe Centre France).
Les Éditions de Borée continuent toutefois de publier, sous leur propre marque de poche, la collection « Terre de poche », pour ses romans de terroir et ses romans policiers et historiques.

## Caractéristiques de l'entreprise

### Jusqu'en décembre 2015
La maison-mère est basée à Sayat, dans la banlieue nord de Clermont-Ferrand. Son président-directeur-général est Gérald Layani, créateur de l'entreprise. Elle a en 2011 mille huit cent cinquante titres à son catalogue et en publie environ deux cents par an sous les marques De Borée, Ecir, la Burle, Cerise bleue, Feuille bleue, Encre violette et Éditions du papillon.
La société compte en 2015 environ soixante employés dont une quarantaine pour la diffusion-distribution, parmi lesquels vingt qui assurent la diffusion et la promotion en France et dans les pays francophones limitrophes. La société annonce un chiffre d’affaires de seize millions d’euros environ, en 2008.
En 2011, soixante seize éditeurs confient à De Borée la diffusion et la distribution de leurs ouvrages.

### À partir de décembre 2015
Le 2 février 2015, la société de Borée Diffusion est mise en liquidation volontaire.
À la fin de l'année 2015, après leur reprise par le Groupe Centre France,, les Éditions de Borée s'installent rue Morel-Ladeuil à Clermont-Ferrand. Le siège est rue Clos-Four au siège du Groupe Centre France. À partir du 1er mars 2016, les publications sont distribuées par Sofedis/Sodis.
La direction des collections est confiée à Christophe Matho jusqu'en 2018.
Entre 2016 et 2018, de nouveaux auteurs ont rejoint les Éditions de Borée, par exemple Sylvie Baron, Maud Tabachnik, Édouard Brasey, Gérald Messadié, Joseph Vebret, Éric Yung, Samuel Delage, Frédérick d'Onaglia, Carole Duplessy-Rousée, Christian Rauth
En janvier 2019, la maison d'édition modernise sa charte graphique et s'engage à développer sa collection de littérature générale en créant une déclinaison de son logo (les initiales « dB »).
Après le départ de plusieurs cadres, Florence Sultan, ancienne directrice générale de Calmann Lévy est appelée à piloter une mission de réorganisation à la fin de l'année 2019.